# نویز سفید (فیلم ۲۰۲۲)
نویز سفید (انگلیسی: White Noise) یک فیلم کمدی درام پوچ‌انگار سال ۲۰۲۲ به نویسندگی و کارگردانی نوآ بامباک است که بر اساس رمانی به همین نام چاپ سال ۱۹۸۵ نوشتهٔ دان دلیلو ساخته شده‌است. این نخستین فیلم بامباک است که بر اساس داستانی اقتباسی ساخته شده‌است. آدام درایور، گرتا گرویگ و دان چیدل در آن ایفای نقش کرده‌اند. داستان آن در دههٔ ۱۹۴۰ جریان دارد و زندگی یک دانشگاهی و خانواده‌اش را دنبال می‌کند که حادثهٔ آلودگی هوا در نزدیکی محل زندگی آن‌ها رخ می‌دهد.
نویز سفید برای نخستین بار به عنوان فیلم افتتاحیهٔ هفتاد و نهمین دوره جشنواره بین‌المللی فیلم ونیز در ۳۱ اوت ۲۰۲۲ به نمایش درآمد و در ۲۵ نوامبر در سینماهای منتخب اکران شد. پخش استریمینگ آن در ۳۰ دسامبر از طریق نتفلیکس آغاز شد. نقدهای واردشده به فیلم متفاوت بود؛ کارگردانی، فیلم‌برداری، موسیقی و اجرای بازیگران به‌ویژه درایور مورد تحسین قرار گرفت اما انتقاداتی به‌دلیل فیلم‌نامه، لحن متنوع و مدت زمان به آن وارد شد. درایور برای بازی در آن نامزد جایزه گلدن گلوب بهترین بازیگر مرد شد.

## داستان
در سال ۱۹۸۴، جک گلدنی، استاد «مطالعات هیتلر» (رشته‌ای که او تأسیس کرد) در کالج روی هیل است. علیرغم تخصصش، او آلمانی صحبت نمی‌کند و مخفیانه دروس اولیه را می‌گذراند تا برای سخنرانی که قرار است در یک کنفرانس ایراد کند آماده شود. جک با بابت، همسر چهارم خود ازدواج کرده‌است. آنها با هم خانواده ای ترکیبی را با چهار فرزند تشکیل می‌دهند. هاینریش و استفی از دو ازدواج قبلی جک، دنیس از ازدواج قبلی بابت، و وایلدر، فرزندی که با هم باردار شدند. دنیس از بابت جاسوسی می‌کند و نسخه مخفی دیلار را پیدا می‌کند، دارویی مرموز که در سوابق معمول نیست. جک رؤیای مردی مرموز را تجربه می‌کند که تلاش می‌کند او را بکشد، که به گفتگوی قبلی با بابت در مورد ترس آنها از مرگ اشاره دارد. همکار جک، موری سیسکیند، استاد فرهنگ آمریکایی، مایل است رشته تخصصی مشابهی به نام «مطالعات الویس» ایجاد کند و جک را متقاعد می‌کند که به او کمک کند. هر دو به‌طور خلاصه با یکدیگر رقابت می‌کنند زیرا رقابت بین دوره‌های آنها به وجود می‌آید.
با این حال، هنگامی که یک تصادف فاجعه آمیز قطار ابری از زباله‌های شیمیایی را بر روی شهر می‌اندازد، زندگی آنها مختل می‌شود. این «رویداد سمی هوابرد» یک تخلیه گسترده را مجبور می‌کند که منجر به ترافیک بزرگ در بزرگراه می‌شود. جک به پمپ بنزین می‌رود تا ماشینش را دوباره پر کند، جایی که به‌طور ناخواسته در معرض ابر قرار می‌گیرد. خانواده و تعداد زیادی دیگر مجبور به قرنطینه در یک کمپ تابستانی می‌شوند. موری یک تپانچه کوچک به اندازه کف دست به جک می‌دهد تا از خود در برابر بقای خطرناک‌تر در کمپ محافظت کند. یک روز، زمانی که خانواده‌ها ناامیدانه سعی می‌کنند از اردوگاه فرار کنند، هرج و مرج رخ می‌دهد. خانواده گلدنی تقریباً می‌توانند از پس آن برآیند، اما در نهایت با ماشینشان در رودخانه شناور می‌شوند. پس از نه روز، خانواده می‌توانند کمپ را ترک کنند. با این حال، از آنجایی که جک برای مدت کوتاهی در معرض زباله‌های شیمیایی قرار گرفت، ترس او از مرگ تشدید می‌شود.
بعداً همه چیز به حالت عادی بازگشت به جز بابت که رنگ پریده و از جک دور شده‌است. به زودی پس از آن، جک شروع به داشتن توهمات مرد مرموز می‌کند که او را دنبال می‌کند. دنیز نگرانی‌های خود را در مورد دیلار و جک با بابت به اشتراک می‌گذارد. او اعتراف می‌کند که به یک کارآزمایی بالینی پنهان برای دارویی برای درمان اضطراب مرگ پیوسته‌است و در ازای رابطه جنسی با «آقای گری» پذیرفته شده‌است. جک که مجذوب این ایده شده‌است، از دنیس بطری دیلار را می‌خواهد، اما او نشان می‌دهد که آن را زودتر دور انداخته‌است. در حین حفاری زباله‌ها، جک یک آگهی روزنامه برای دیلار پیدا می‌کند که او را وادار می‌کند تا تپانچه خود را پس بگیرد و از آقای گری انتقام بگیرد. جک او را در یک متل ردیابی می‌کند، جایی که متوجه می‌شود آقای گری همان مردی است که در توهماتش دیده می‌شود. جک به او شلیک می‌کند و اسلحه را در دستش می‌گیرد تا شبیه خودکشی شود. بابت به‌طور غیرمنتظره ای ظاهر می‌شود و آقای گری را می‌بیند که هنوز زنده است و موفق می‌شود به هر دوی آنها شلیک کند. پس از اینکه جک و بابت آقای گری را متقاعد کردند که او مسئول جراحات آنهاست، او را به بیمارستانی در نزدیکی اداره می‌کنند که توسط راهبه‌های ملحد آلمانی اداره می‌شود. آنجا هم زن و شوهر با هم آشتی می‌کنند.
روز بعد، گلدنیز از یک سوپرمارکت A&P خرید می‌کند، جایی که خانواده با سایر مشتریان و کارمندان در یک شماره رقص شرکت می‌کنند.

## بازیگران
- آدام درایور در نقش پروفسور جک گلدنی
- گرتا گرویگ در نقش بابت گلدنی
- رافی کسیدی در نقش دبی
- آندره بنجامین
- الساندرو نیولا
- جودی ترنر اسمیت
- دان چیدل در نقش موری
- لارس آیدینگر
- سَم نیوولا
- مِی نیوولا

## تولید

### توسعه
در ۲۸ ژوئیه ۲۰۰۴، بری ساننفلد قرار بود اقتباسی از فیلم نویز سفید را بر اساس فیلم‌نامه‌ای از استیون شیف کارگردانی کند. در سال ۲۰۱۶، آوری سینگر حق انتشار کتاب را به دست آورد و پروژه را به سمت توسعه سوق داد. در ۱۷ اکتبر ۲۰۱۶، مایکل آلمریدا قرار بود اقتباس فیلم را نویسندگی و کارگردانی کند. در ۱۳ ژانویه ۲۰۲۱، اعلام شد که نوآ بامباک قرار است این فیلم را برای نتفلیکس اقتباس کند و او با دیوید هیمن و آوری سینگر تهیه‌کنندگی آن را برعهده خواهد داشت.

### انتخاب بازیگران
در ۲۲ دسامبر ۲۰۲۰، آدام درایور و گرتا گرویگ برای بازی در این فیلم انتخاب شدند. در آوریل ۲۰۲۱، رافی کسیدی، می نیوولا و سام نیولا به گروه بازیگران فیلم پیوستند. در ژوئن ۲۰۲۱، جودی ترنر اسمیت برای پیوستن به بازیگران وارد مذاکره شد. او در ماه آینده مشارکت خود را تأیید کرد و همچنین اعلام کرد که دان چیدل نیز در آن بازی خواهد کرد. در آگوست ۲۰۲۱، اعلام شد که آندره بنجامین به بازیگران فیلم پیوسته‌است.

### فیلمبرداری
مراحل تصویربرداری اصلی در ژوئن ۲۰۲۱ با عنوان کاری جوانه گندم آغاز شد. مراحل فیلم‌برداری در اوهایو و از جمله کلیولند هایتس، ولینگتون، اوبرلین، دورست، آکادمی اندروز آزبورن در ویلوبی، اوهایو و شهر پری به طول انجامید.
بخشی از فیلم‌برداری در مرکز شهر کلیولند در ۴ نوامبر ۲۰۲۱ با صحنه‌هایی در پل یادبود امید انجام شد.

## انتشار
نویز سفید به عنوان فیلم افتتاحیهٔ هفتاد و نهمین دوره جشنواره بین‌المللی فیلم ونیز در ۳۱ اوت ۲۰۲۲ نمایش داده شد، و همچنین به عنوان فیلم افتتاحیه جشنواره فیلم نیویورک ۲۰۲۲ عمل می‌کند. این فیلم قرار است توسط نتفلیکس به صورت سینمایی در ایالات متحده در ۲۵ نوامبر ۲۰۲۲ اکران شود و سپس از طریق سرویس استریم در ۳۰ دسامبر منتشر خواهد شد.

## بازخورد
در وبگاه جمع‌آوری نقد راتن تومیتوز، ٪۶۳ از ۲۴۲ بررسی منتقدان مثبت است و میانگینِ امتیاز آن ۶٫۴/۱۰ است. اجماع این وبگاه چنین می‌نویسد: «نویز سفید ممکن است گهگاه با مطالب منبعِ غیرقابل فیلم‌برداری خود دست‌وپنجه نرم کند، اما نوآ بامباک موفق می‌شود قلب طنزآمیز داستانِ شگفت‌انگیز و به‌موقع خود را بیابد.» این فیلم در متاکریتیک که از میانگین وزنی استفاده می‌کند، بر اساس نظر ۴۵ منتقدین امتیاز ۶۶ از ۱۰۰ را کسب کرده که نشان‌گر «نقدهای عموماً مطلوب» است.